# San Salvador del Bajío
San Salvador del Bajío är en ort i Mexiko.   Den ligger i kommunen Trancoso och delstaten Zacatecas, i den centrala delen av landet, 500 km nordväst om huvudstaden Mexico City. San Salvador del Bajío ligger 2 067 meter över havet och antalet invånare är 158.
Terrängen runt San Salvador del Bajío är huvudsakligen en högslätt. San Salvador del Bajío ligger nere i en dal. Runt San Salvador del Bajío är det ganska tätbefolkat, med 52 invånare per kvadratkilometer. Närmaste större samhälle är Trancoso, 11,1 km sydväst om San Salvador del Bajío. Omgivningarna runt San Salvador del Bajío är i huvudsak ett öppet busklandskap.